# Olympische Sommerspiele 2016/Teilnehmer (Kirgisistan)
| Gelbes Symbol für Goldmedaillen mit stilisierten Olympischen Ringen | Graues Symbol für Silbermedaillen mit stilisierten Olympischen Ringen | Braundes Symbol für Bronzemedaillen mit stilisierten Olympischen Ringen |
| ------------------------------------------------------------------- | --------------------------------------------------------------------- | ----------------------------------------------------------------------- |
| —                                                                   | —                                                                     | —                                                                       |

Kirgisistan nahm an den Olympischen Spielen 2016 in Rio de Janeiro teil.
Insgesamt traten 19 Athleten in sechs verschiedenen Sportarten für Kirgisistan an.

## Teilnehmer nach Sportarten

### Boxen
| Athleten           | Wettbewerb                  | 1. Runde      | 1. Runde | Achtelfinale  | Achtelfinale  | Viertelfinale | Viertelfinale | Halbfinale    | Halbfinale    | Finale        | Finale        | Rang |
| Athleten           | Wettbewerb                  | Gegner        | Ergebnis | Gegner        | Ergebnis      | Gegner        | Ergebnis      | Gegner        | Ergebnis      | Gegner        | Ergebnis      | Rang |
| ------------------ | --------------------------- | ------------- | -------- | ------------- | ------------- | ------------- | ------------- | ------------- | ------------- | ------------- | ------------- | ---- |
| Männer             |                             |               |          |               |               |               |               |               |               |               |               |      |
| Erkin Adylbek Uulu | Halbschwergewicht bis 81 kg | J.C. Carrillo | 0:3      | ausgeschieden | ausgeschieden | ausgeschieden | ausgeschieden | ausgeschieden | ausgeschieden | ausgeschieden | ausgeschieden | 17   |

### Gewichtheben
| Athleten         | Wettbewerb       | Reißen          | Reißen          | Stoßen          | Stoßen          | Zweikampf       | Zweikampf       | Rang            |
| Athleten         | Wettbewerb       | Gewicht         | Rang            | Gewicht         | Rang            | Gewicht         | Rang            | Rang            |
| ---------------- | ---------------- | --------------- | --------------- | --------------- | --------------- | --------------- | --------------- | --------------- |
| Frauen           |                  |                 |                 |                 |                 |                 |                 |                 |
| Dschanyl Okojewa | Klasse bis 48 kg | 72 kg           | 11              | 97 kg           | 8               | 169 kg          | 10              | 10              |
| Männer           |                  |                 |                 |                 |                 |                 |                 |                 |
| Issat Artykow    | Klasse bis 69 kg | disqualifiziert | disqualifiziert | disqualifiziert | disqualifiziert | disqualifiziert | disqualifiziert | disqualifiziert |

Issat Artykow wurde nachträglich wegen Dopingbetrugs disqualifiziert und musste seine Bronzemedaille zurückgeben.

### Judo
| Athleten        | Wettbewerb | 1. Runde       | 1. Runde    | 2. Runde   | 2. Runde    | Viertelfinale | Viertelfinale | Halbfinale / Trostrunde | Halbfinale / Trostrunde | Finale / Platz 3 | Finale / Platz 3 | Rang |
| Athleten        | Wettbewerb | Gegner         | Ergebnis    | Gegner     | Ergebnis    | Gegner        | Ergebnis      | Gegner                  | Ergebnis                | Gegner           | Ergebnis         | Rang |
| --------------- | ---------- | -------------- | ----------- | ---------- | ----------- | ------------- | ------------- | ----------------------- | ----------------------- | ---------------- | ---------------- | ---- |
| Männer          |            |                |             |            |             |               |               |                         |                         |                  |                  |      |
| Otar Bestajew   | bis 60 kg  | A. Abdelrahman | 101s1:000s1 | O. Səfərov | 001s2:110s2 | ausgeschieden | ausgeschieden | ausgeschieden           | ausgeschieden           | ausgeschieden    | ausgeschieden    | 9    |
| Juri Krakowezki | bis 100 kg | A. Breitbarth  | 100s1:000s1 | J. Chammo  | 111s0:000s0 | A. Tangriyev  | 001s0:100s1   | Á. García               | 000s1:100s0             | ausgeschieden    | ausgeschieden    | 7    |

### Leichtathletik
Laufen und Gehen 
| Athleten            | Wettbewerb | Runde 1 | Runde 1 | Halbfinale | Halbfinale | Finale       | Finale | Rang |
| Athleten            | Wettbewerb | Zeit    | Rang    | Zeit       | Rang       | Zeit         | Rang   | Rang |
| ------------------- | ---------- | ------- | ------- | ---------- | ---------- | ------------ | ------ | ---- |
| Frauen              |            |         |         |            |            |              |        |      |
| Darja Maslowa       | 10.000 m   | -       | -       | -          | -          | 31:36,90 min | 19     | 19   |
| Julija Andrejewa    | Marathon   | –       | –       | –          | –          | 2:40:34 h    | 59     | 59   |
| Marija Korobizkaja  | Marathon   | –       | –       | –          | –          | 2:47:53 h    | 94     | 94   |
| Wiktorija Poljudina | Marathon   | –       | –       | –          | –          | 2:41:37 h    | 62     | 62   |
| Männer              |            |         |         |            |            |              |        |      |
| Ilja Tjapkin        | Marathon   | –       | –       | –          | –          | 2:23:19 h    | 86     | 86   |

### Ringen
| Athleten                         | Wettbewerb        | 1. Runde               | 1. Runde | Achtelfinale      | Achtelfinale  | Viertelfinale | Viertelfinale | Halbfinale    | Halbfinale    | Hoffnungsrunde Viertelfinale | Hoffnungsrunde Viertelfinale | Hoffnungsrunde Halbfinale | Hoffnungsrunde Halbfinale | Hoffnungsrunde Finale | Hoffnungsrunde Finale | Finale        | Finale        | Rang          |
| Athleten                         | Wettbewerb        | Gegner                 | Ergebnis | Gegner            | Ergebnis      | Gegner        | Ergebnis      | Gegner        | Ergebnis      | Gegner                       | Ergebnis                     | Gegner                    | Ergebnis                  | Gegner                | Ergebnis              | Gegner        | Ergebnis      | Rang          |
| -------------------------------- | ----------------- | ---------------------- | -------- | ----------------- | ------------- | ------------- | ------------- | ------------- | ------------- | ---------------------------- | ---------------------------- | ------------------------- | ------------------------- | --------------------- | --------------------- | ------------- | ------------- | ------------- |
| Freistil Frauen                  |                   |                        |          |                   |               |               |               |               |               |                              |                              |                           |                           |                       |                       |               |               |               |
| Aissuluu Tynybekowa              | Klasse bis 58 kg  | Freilos                | Freilos  | J. Souza Da Silva | 3:1           | P.M. Olli     | 3:1           | W. Koblowa    | -             | -                            | -                            | -                         | -                         | -                     | S. Malik              | 5:8           | 5             |               |
| griechisch-römischer Stil Männer |                   |                        |          |                   |               |               |               |               |               |                              |                              |                           |                           |                       |                       |               |               |               |
| Arsen Eralijew                   | Klasse bis 59 kg  | Freilos                | Freilos  | I. Borrero Molina | 3:6           | -             | -             | -             | -             | Freilos                      | Freilos                      | L. Wang                   | 4:2                       | E. Tazmurado          | 8:13                  | -             | -             | 7             |
| Ruslan Tsarev                    | Klasse bis 66 kg  | Freilos                | Freilos  | T.A. Benaissa     | 0:3           | ausgeschieden | ausgeschieden | ausgeschieden | ausgeschieden | ausgeschieden                | ausgeschieden                | ausgeschieden             | ausgeschieden             | ausgeschieden         | ausgeschieden         | ausgeschieden | ausgeschieden | ausgeschieden |
| Zhanarbek Kenzheev               | Klasse bis 85 kg  | D.M. Kudla Deutschland | 0:2      | ausgeschieden     | ausgeschieden | ausgeschieden | ausgeschieden | ausgeschieden | ausgeschieden | ausgeschieden                | ausgeschieden                | ausgeschieden             | ausgeschieden             | ausgeschieden         | ausgeschieden         | ausgeschieden | ausgeschieden | 15            |
| Murat Ramonov                    | Klasse bis 130 kg | S. Semjonow            | 4:8      | ausgeschieden     | ausgeschieden | ausgeschieden | ausgeschieden | ausgeschieden | ausgeschieden | ausgeschieden                | ausgeschieden                | ausgeschieden             | ausgeschieden             | ausgeschieden         | ausgeschieden         | ausgeschieden | ausgeschieden | 11            |
| Freistil Männer                  |                   |                        |          |                   |               |               |               |               |               |                              |                              |                           |                           |                       |                       |               |               |               |
| Magomed Mussajew                 | Klasse bis 97 kg  | Freilos                | Freilos  | K. Dorjkhand      | 9:0           | V. Andriitsev | 2:5           | ausgeschieden | ausgeschieden | ausgeschieden                | ausgeschieden                | ausgeschieden             | ausgeschieden             | ausgeschieden         | ausgeschieden         | ausgeschieden | ausgeschieden | 9             |
| Ajaal Lasarew                    | Klasse bis 125 kg | Freilos                | Freilos  | R. Baran          | 1:5           | ausgeschieden | ausgeschieden | ausgeschieden | ausgeschieden | ausgeschieden                | ausgeschieden                | ausgeschieden             | ausgeschieden             | ausgeschieden         | ausgeschieden         | ausgeschieden | ausgeschieden | 15            |

### Schwimmen
| Athleten        | Wettbewerb  | Vorlauf     | Vorlauf | Halbfinale    | Halbfinale    | Finale        | Finale        | Rang |
| Athleten        | Wettbewerb  | Zeit        | Rang    | Zeit          | Rang          | Zeit          | Rang          | Rang |
| --------------- | ----------- | ----------- | ------- | ------------- | ------------- | ------------- | ------------- | ---- |
| Frauen          |             |             |         |               |               |               |               |      |
| Darja Talanowa  | 100 m Brust | 1:10,94 min | 34      | ausgeschieden | ausgeschieden | ausgeschieden | ausgeschieden | 34   |
| Männer          |             |             |         |               |               |               |               |      |
| Denis Petrashov | 200 m Brust | 2:16,57 min | 38      | ausgeschieden | ausgeschieden | ausgeschieden | ausgeschieden | 38   |